# (21925) Supasternak
(21925) Supasternak (1999 VW53) – planetoida z pasa głównego asteroid okrążająca Słońce w ciągu 3,56 lat w średniej odległości 2,33 j.a. Odkryta 4 listopada 1999 roku.